# XLR
Pour les articles homonymes, voir Cannon.

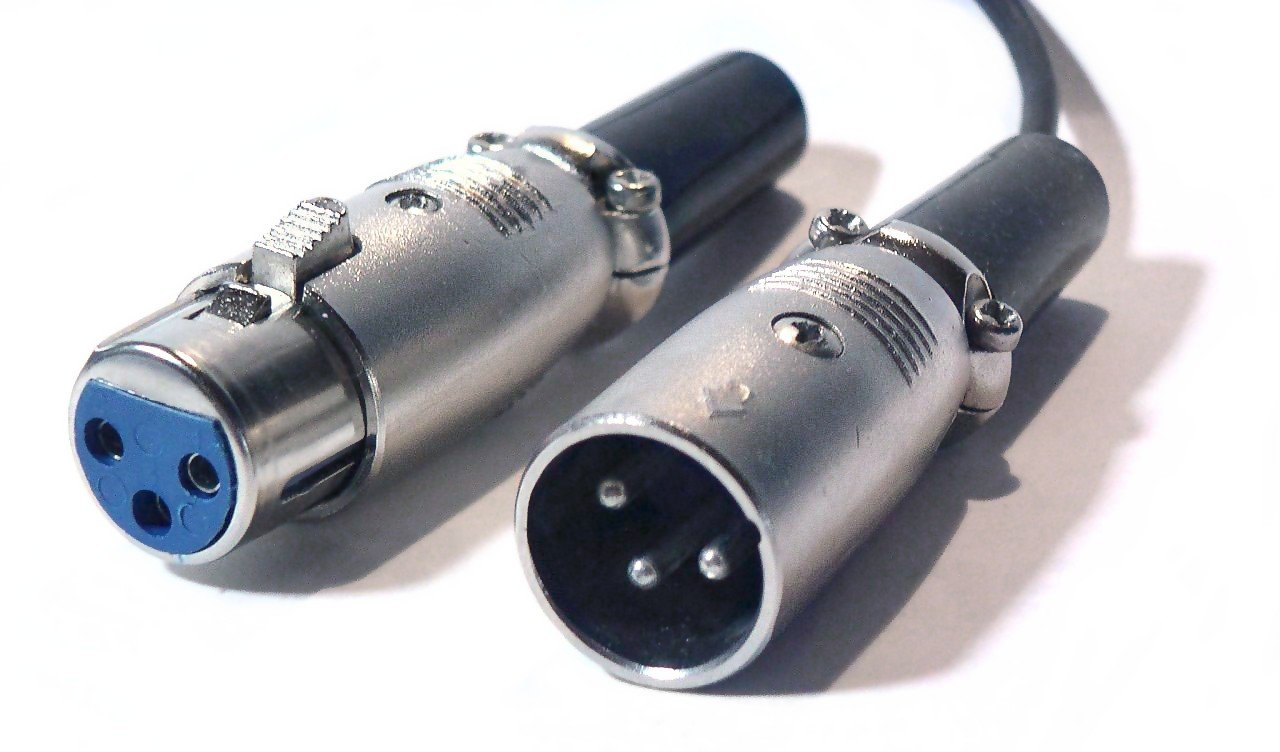
Connecteurs XLR femelle (à gauche) et mâle (à droite) à trois broches.

XLR, acronyme de l'anglais eXternal Line Return signifiant littéralement « retour de ligne externe », parfois désigné Cannon X ou simplement Cannon, est un type de connecteur utilisé pour relier différents appareils, principalement professionnels, appartenant au domaine de la sonorisation et du spectacle. Ces connecteurs permettent notamment de véhiculer des signaux audio et de commande d'effets spéciaux lumineux.
Ces connecteurs sont de section circulaire et possèdent entre trois et sept broches. Ce format répond à la spécification internationale IEC 61076-2-103.
La société américaine Cannon est à l'origine de la conception de ces connecteurs, apparus durant les années 1950. À partir des années 1980, la plupart des microphones et consoles de mixage audio exploitent le format XLR / Cannon.

## Description
L'acronyme « XLR » provient de la formule en anglais eXternal Line Return.
Ce format de connectique caractérise plus spécifiquement les signaux de sonorisation de retour ou de contrôle externe, encore désignés par le terme anglais monitoring.
Les microphones et consoles de mixage audio professionnelles ou de sonorisation exploitent le format XLR / Cannon, principalement depuis les années 1980. 
Bien qu'il existe des connecteurs XLR comportant jusqu'à sept broches, le connecteur XLR à trois broches constitue le format standard du câblage utilisé en sonorisation et en ingénierie du son. Sa particularité est d'utiliser trois conducteurs pour véhiculer un signal audio monophonique à une voie, là où il n'en faut que deux dans le matériel Hi-fi grand public : ce format exploite une liaison symétrique, comportant point chaud, point froid et masse. Ce type de connectique est également adapté à la transmission de signaux numériques, notamment encadrés par la norme DMX pour commander des éclairages de scène ainsi que la norme AES3 (notée également AES/EBU) développée pour les signaux audionumériques.
Ses avantages sont :
- permettre la transmission d'un signal dit « symétrique » ;
- ne pas provoquer de court-circuit à la connexion ;
- être muni d'un clip de sûreté évitant une déconnexion intempestive, lorsque l'on tire par mégarde sur le câble ;
- être, dans sa forme la plus classique, à la fois un cordon et une rallonge, à la différence de connectiques jack, Cinch ou BNC) ;
- être robuste.

## Brochage

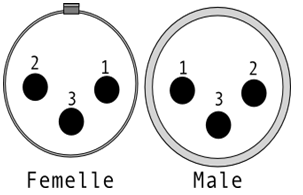
Brochage d'un cordon XLR3.

Le standard de l'AES (Audio Engineering Society) exige le brochage suivant : broche 1 = masse, broche 2 = point chaud (signal à transmettre dans sa polarité d'origine), broche 3 = point froid (signal à transmettre avec sa polarité inversée). Certains appareils anciens peuvent voir leurs broches 2 et 3 inversées : cela est dû à une convention américaine aujourd'hui obsolète, qui plaçait le point chaud sur la troisième broche. Il convient en cas de doute de se référer au manuel de l'appareil ou aux éventuelles sérigraphies sur le boîtier.
Concernant la fiche à six broches, il existe deux normes : l'une compatible IEC, l'autre compatible switchcraft. L'une ne se branche pas dans l'autre.

## Transmission symétrisée
La symétrisation d'un signal électronique, notamment audio, permet d'atténuer considérablement voire d'éliminer certaines interférences induites par le transport du signal à proximité d'appareils électriques et électroniques produisant un certain niveau de rayonnement électromagnétique.
L'émetteur ou la source produit et véhicule le signal d'origine S1 = S par le point chaud, et le duplique S2 = –S vers le point froid en inversant sa polarité ; en « opposition de phase ». De son côté, le récepteur soustrait les signaux du point chaud et du point froid. Les bruits parasites qui auraient pu se produire lors du transport se répercutent de façon similaire sur le signal du point chaud S1' = S1+P = S+P et sur celui du point froid S2'= S2+P = –S+P. Ainsi, la différence S1'– S2'= 2S effectuée par le récepteur parvient à les annuler quasi totalement.
La symétrisation évite également les problèmes liés aux boucles de masse. Ainsi, pour transporter un signal en stéréo, six fils dont deux masses distinctes sont nécessaires. Il existe des prises XLR à 3, 4, 5, 6 et 7 broches. Chacune a des utilisations bien spécifiques. Les connecteurs XLR à quatre broches sont utilisés dans une variété d'applications.
Le format XLR est le connecteur standard pour certains casques-microphones d'intercommunication. Deux broches sont utilisées pour le signal des écouteurs monophoniques et deux broches pour le signal de microphone asymétrique ou trois broches en symétrique, selon les appareils.
Une autre utilisation courante concerne les connexions d'alimentation en courant continu pour certaines caméras à pellicule ou vidéo professionnelles ainsi que l'équipement connexe associé. L'un des brochages courant est : 1 = masse, 4 = positif d'alimentation, 12 V. Certains microphones de bureau avec LED les utilisent. La quatrième broche est parfois utilisée pour allumer la LED indiquant que le microphone est allumé. D'autres utilisations pour le XLR à quatre broches incluent quelques déflecteurs ou dispositifs de changement de couleur pour l'éclairage d'étape, contrôle d'éclairage analogique d'AMX (obsolète) et certains équipements pyrotechniques.
Les connecteurs XLR à quatre broches sont fréquents pour les écouteurs et amplificateurs Hi-fi équilibrés à deux canaux.
Les XLR 5 sont principalement utilisés pour les connexions DMX. La norme DMX est définie pour l'utilisation XLR à cinq broches. Toutefois, des connecteurs XLR 3 sont le plus souvent utilisés par souci d'économie et de simplicité, la norme DMX ne faisant parfois pas usage des broches 4 et 5. 
On retrouve des utilisations d'XLR 6 ou 7 dans le domaine de la sonorisation sur les systèmes d'interphonies.

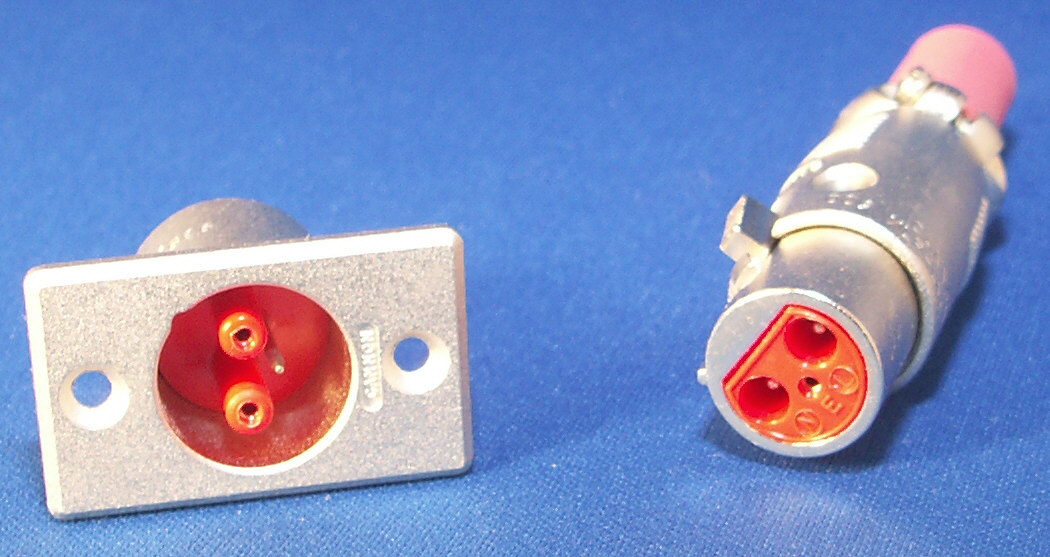
Connecteurs XLR-LNE trois broches mâle et femelle, utilisés au départ pour l'alimentation.
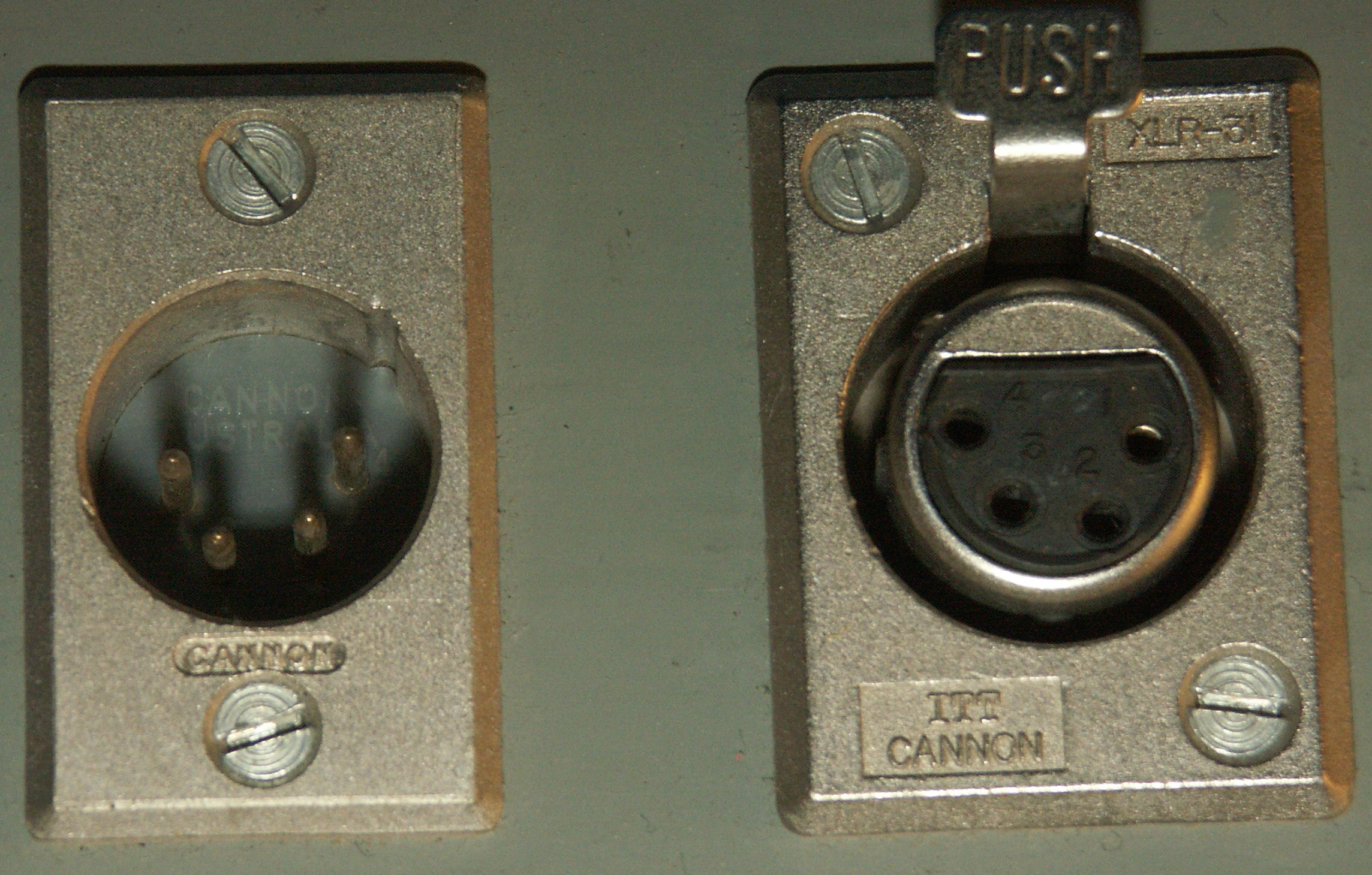
Prises XLR4 mâle et femelle.
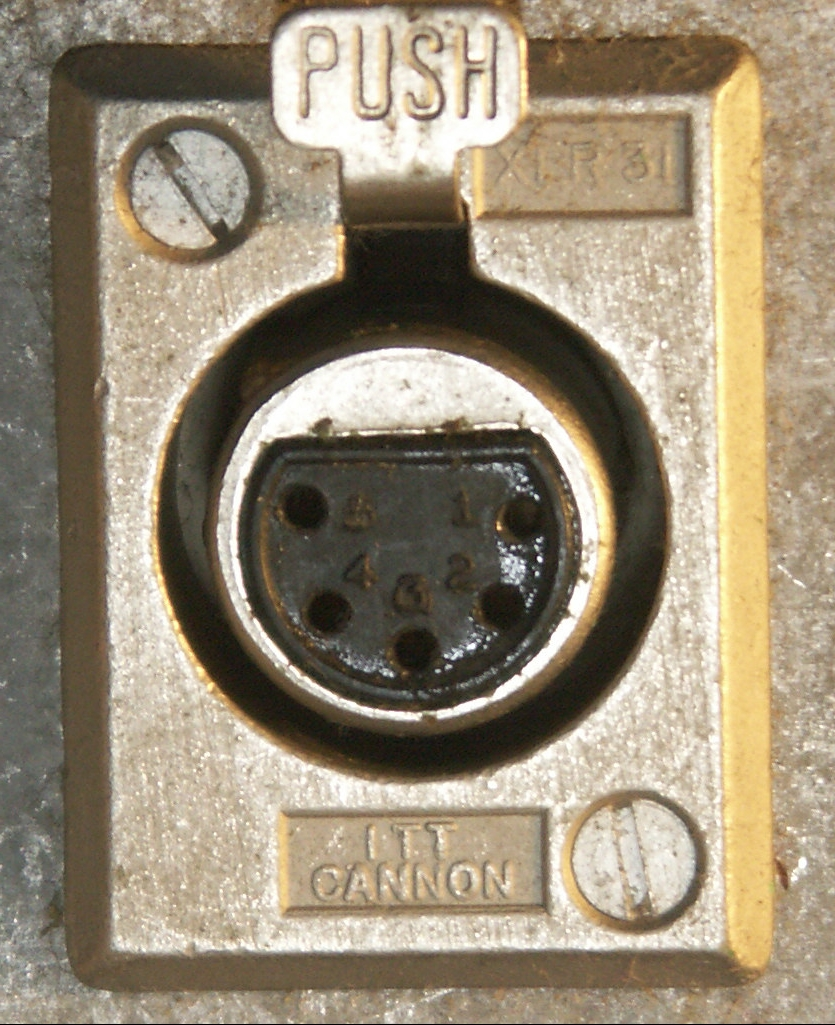
Prise femelle XLR5.
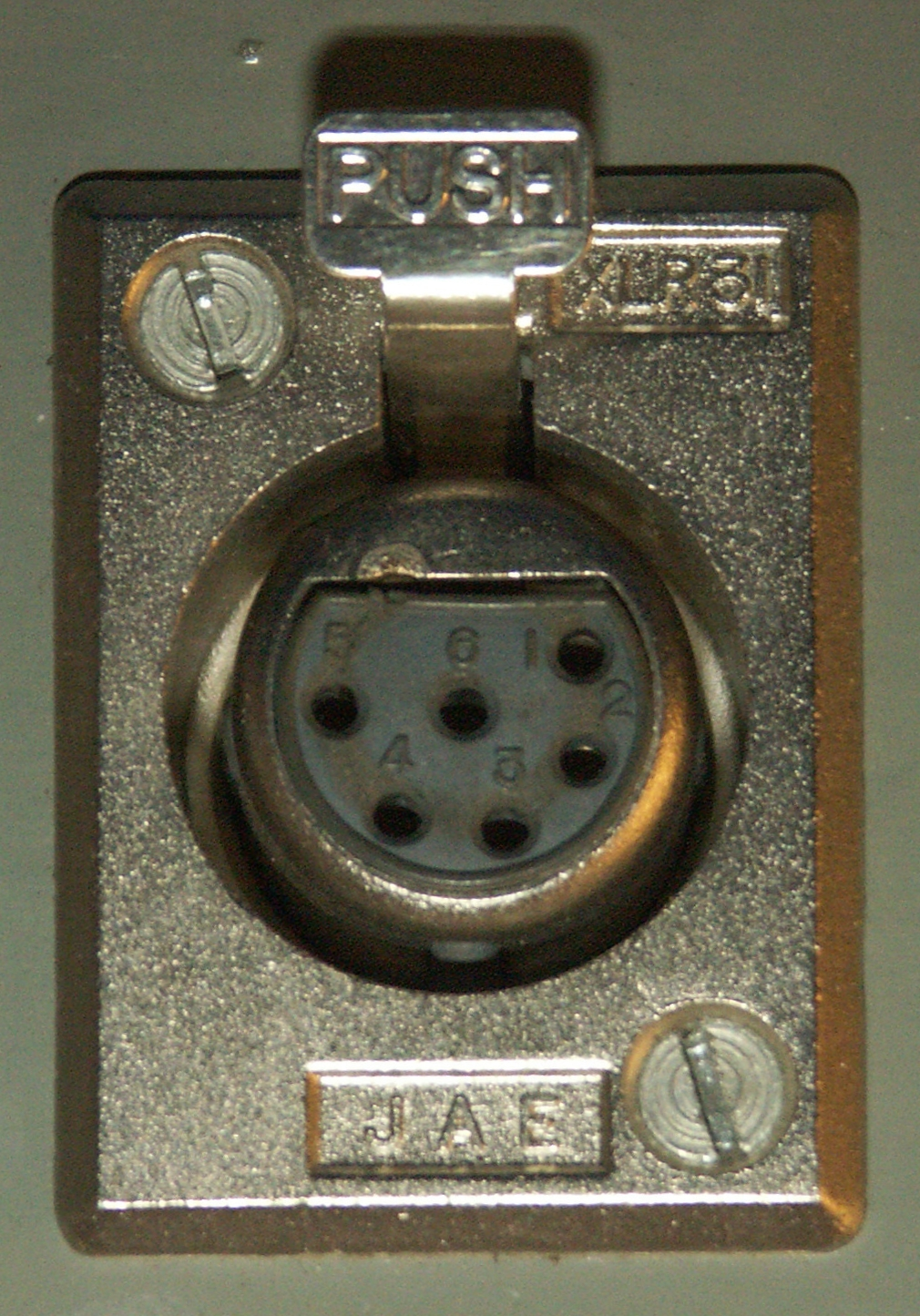
Prise femelle XLR6.

## Conception
Les connecteurs XLR sont disponibles en version mâle et femelle, à la fois en configuration câble et châssis. Ceci est notable dans la mesure où la plupart des autres connecteurs ne sont pas proposés dans ces quatre configurations (le connecteur mâle sur châssis étant généralement absent).
La prise XLR femelle est conçue en sorte que la broche 1 (la prise terre) soit connectée avant les autres quand un connecteur mâle est inséré. La connexion à la terre étant établie avant que les lignes du signal le soient, l'insertion (et la déconnexion) d'un connecteur XLR peut être effectuée en direct sans générer de clic désagréable (comme c'est le cas notamment avec une prise RCA).

## Origine du nom
À l'origine, la série de connecteurs produite à partir des années 1940 par la société américaine Cannon filiale d'ITT depuis 1963, porte la dénomination de « Cannon X ». En 1950, un loquet ou « latch » est ajouté aux versions suivantes, donnant ainsi naissance au « Cannon XL » (X series with Latch). La dernière évolution de Cannon, en 1955, est l'ajout d'une cellule isolante en caoutchouc (« rubber » en anglais) autour des contacts, formant ainsi l'acronyme XLR.
En référence à son fabricant d'origine, ce connecteur est parfois simplement appelé « prise Cannon », même si nombre des connecteurs de ce type sont fabriqués par la société Neutrik.